# Lockhartia
Lockhartia (em português: Locárcia) é um género botânico pertencente à família das orquídeas (Orchidaceae). Foi proposto por Hooker em Botanical Magazine 54: t. 2715, em 1827, ao descrever sua espécie tipo, a Lockhartia elegans Hooker, hoje considerada sinônimo da Lockhartia biserra (Rich.) Christenson & Garay.

## Etimologia
O nome é uma homenagem a Sir David Lockhart, que teve seu nome latinizado para David Lockhartius, tendo sido superintendente do Jardim Botânico Imperial de Trindade e Tobago,  durante o século XVIII.

## Dispersão
Lockhartia agrupa cerca de trinta espécies, algumas muito parecidas e de difícil identificação entre si, mas prontamente identificadas como gênero pela sua morfologia vegetativa, epífitas, de crescimento cespitoso, distribuídas do sul do México e Caribe até o sul do Brasil, a maioria ocorrendo na América Central e norte da América do Sul, em florestas quentes, úmidas e sombrias, e mesmo em locais de menor densidade pluviométrica, onde se adaptou de modo satisfatório. Sete espécies registradas para o Brasil .

## Descrição
São plantas sem pseudobulbos, com longos e estreitos caules foliáceos achatados que sempre continuam crescendo, enquanto brotam novos caules de curto rizoma. Os caules são totalmente recobertos por folhas complanadas, dísticas, imbricantes, triangulares e curtas. A inflorescência é axilar, racemosa ou com panículas minúsculas, a partir das folhas apicais, curta, com poucas flores, que a primeira vista lembra Oncidium, abrindo em sucessão.
As flores costumam ser amarelas com manchas avermelhadas, ou algumas vezes pálidas e esbranquiçadas de segmentos livres e bem abertos. sépalas elípticas, um tanto reflexas e pétalas um pouco maiores. labelo comprido, variadamente lobado, com lobos laterais estreitos e erguidos ou reflexos, eventualmente com lobos adicionais de formatos variáveis, o central amplo, com calosidade complexa multituberculada na base e ápice profundamente retuso. A coluna é curta, apoda, com pequenas asas, e antera terminal com duas polínias.

## Filogenia
Segundo análises filogenéticas preliminares, Lockhartia aparece mais ou menos isolada dos outros gêneros da subtribo Oncidiinae, próxima aos clados que incluem Telipogon, Ornithocephalus e Pachyphyllum.

## Espécies
1. Lockhartia acuta (Lindl.) Rchb.f., Bot. Zeitung (Berlin) 10: 767 (1852).
2. Lockhartia amoena Endres & Rchb.f., Gard. Chron. 1872: 666 (1872).
3. Lockhartia bennettii Dodson, Icon. Pl. Trop., II, 1: t. 88 (1989).
4. Lockhartia chocoensis Kraenzl. in H.G.A.Engler (ed.), Pflanzenr., IV, 50(83): 19 (1923).
5. Lockhartia goyazensis Rchb.f., Bot. Zeitung (Berlin) 10: 768 (1852).
6. Lockhartia hercodonta Rchb.f. ex Kraenzl. in H.G.A.Engler (ed.), Pflanzenr., IV, 50(83): 8 (1923).
7. Lockhartia imbricata (Lam.) Hoehne, Arq. Bot. Estado São Paulo, n.s., f.m., 2: 139 (1952).
8. Lockhartia ivainae M.F.F.Silva & A.T.Oliveira, Bol. Mus. Paraense Emilio Goeldi, Bot. 17: 264 (2001 publ. 2002).
9. Lockhartia latilabris C.Schweinf., Fieldiana, Bot. 28(1): 200 (1951).
10. Lockhartia lepticaula D.E.Benn. & Christenson, Icon. Orchid. Peruv.: t. 678 (2001).
11. Lockhartia ludibunda Rchb.f., Bot. Zeitung (Berlin) 15: 159 (1857).
12. Lockhartia lunifera (Lindl.) Rchb.f., Bot. Zeitung (Berlin) 10: 767 (1852).
13. Lockhartia micrantha Rchb.f., Bot. Zeitung (Berlin) 10: 768 (1852).
14. Lockhartia mirabilis (Rchb.f.) Rchb.f., Xenia Orchid. 1: 106 (1855).
15. Lockhartia oblongicallosa Carnevali & G.A.Romero in G.A.Romero & G.Carnevali, Orchids Venezuela, ed. 2: 1138 (2000).
16. Lockhartia obtusata L.O.Williams, Amer. Orchid Soc. Bull. 9: 209 (1941).
17. Lockhartia odontochila Kraenzl. in H.G.A.Engler (ed.), Pflanzenr., IV, 50(83): 17 (1923).
18. Lockhartia oerstedii Rchb.f., Bot. Zeitung (Berlin) 10: 767 (1852).
19. Lockhartia parthenocomos (Rchb.f.) Rchb.f., Bot. Zeitung (Berlin) 10: 767 (1852).
20. Lockhartia pittieri Schltr., Repert. Spec. Nov. Regni Veg. 12: 216 (1913).
21. Lockhartia platyglossa Rchb.f., Linnaea 41: 106 (1876).
22. Lockhartia schunkei D.E.Benn. & Christenson, Icon. Orchid. Peruv.: t. 486 (1998).
23. Lockhartia serra Rchb.f., Otia Bot. Hamburg.: 6 (1878).
24. Lockhartia triangulabia Ames & C.Schweinf., Schedul. Orchid. 8: 80 (1925).
25. Lockhartia tuberculata D.E.Benn. & Christenson, Brittonia 46: 241 (1994).
26. Lockhartia variabilis Ames & C.Schweinf., Schedul. Orchid. 8: 81 (1925).